# Parc de sculptures

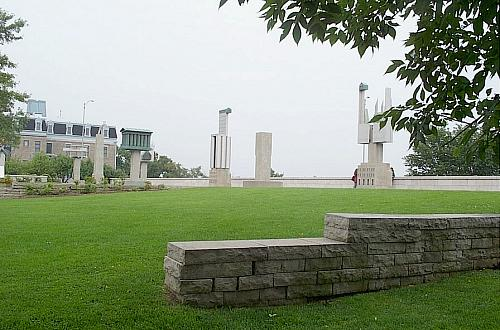
Les Colonnes allégoriques de Melvin Charney au jardin de sculptures architecturales de l’Esplanade Ernest-Cormier.

Un parc de sculptures ou jardin de sculptures est un espace vert consacré à la présentation de sculptures.

## Caractéristiques
Les parcs de sculptures comportent généralement plusieurs œuvres, souvent réalisées dans des matériaux durables, installées de façon permanente dans un environnement paysager. Les œuvres vont des sculptures individuelles traditionnelles aux installations in situ.

## Exemples
- Europos Parkas
- Skulpturlandskap Nordland, Norvège
- Musée en plein air de Hakone, Japon
- Benesse Art site[1], sur les iles de Teshima, Naoshima et Inujima, Japon
- Ploumanac'h, en Bretagne
- Centre international d'art et du paysage de Vassivière
- Chateau La Coste[2]Aix en Provence
- Domaine de Kerguéhennec, Bretagne
- Domaine du Muy (parc privé)[3], Le Muy, Var
- Jardin des Tuileries, Paris
- Parc de sculptures Engelbrecht, Thionne, Allier (03)
- La Vallée des Saints, Carnoët, 22160, Bretagne, France.
- Le Jardin des Tarots, Par Niki de Saint Phalle, Toscane, Italie.
- Queen Califia's Magical Circle, Par Niki de Saint Phalle, Californie, Etats-Unis.
- Minneapolis Sculpture Garden.